# ニールス・ギファイ
ニールス・ギファイ（Niels Giffey、1991年6月8日-） は、ユーロリーグのバイエルン・ミュンヘンに所属するドイツのプロバスケットボール選手。ギファイはドイツのナショナルチームの代表メンバーでもある。